# Superintendentura Chełmno Ewangelickiego Kościoła Unijnego
Superintendentura Chełmno Ewangelickiego Kościoła Unijnego – jednostka organizacyjna Ewangelickiego Kościoła Unijnego w Polsce istniejąca w okresie II Rzeczypospolitej i obejmująca grupę gmin kościelnych (zborów) czyli parafii tego Kościoła, skupionych wokół miasta Chełmno.

## Dane statystyczne
| Parafia                        | Liczba wiernych (1937) |
| ------------------------------ | ---------------------- |
| Chełmno                        | 1680                   |
| Grudziądz                      | 330                    |
| Kokocko pow. Chełmno           | 1192                   |
| Lisnowo pow. Grudziądz         | 1800                   |
| Łasin pow. Grudziądz           | 1100                   |
| Lisewo pow. Chełmno            | 400                    |
| Piaski-Rudnik pow. Grudziądz   | 1010                   |
| Wielkie Łunawy pow. Chełmno    | 1700                   |
| Robakowo pow. Chełmno          | 1700                   |
| Mokre Niewałd pow. Grudziądz   | 1240                   |
| Plutowo Trzebczyk pow. Chełmno | 580                    |
| Radzyn pow. Grudziądz          | 1480                   |